# Courbe de Friggit

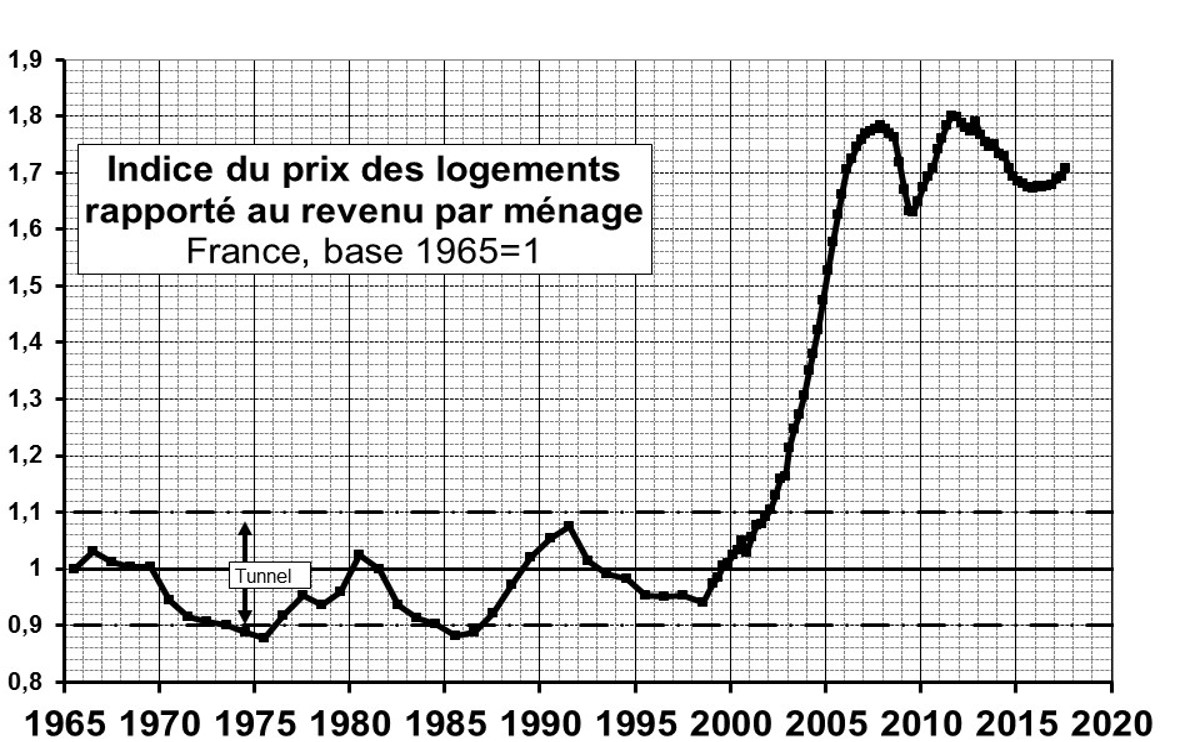
Courbe de Friggit : indice du prix des logements rapporté au revenu par ménage, ensemble de la France.

La courbe de Friggit est le nom donné à la courbe représentant le ratio de l’indice du prix des logements rapporté au revenu par ménage. 

## Histoire
Cette dénomination tient aux travaux de l'économiste Jacques Friggit, spécialiste de l’évolution du prix de l’immobilier d'habitation à l'Inspection générale de l'environnement et du développement durable.

## Concept
La courbe de Friggit permet de représenter graphiquement le rapport entre le prix des logements et le revenu par ménage. 
Friggit tire de son observation le concept de tunnel de Friggit. De 1965 à 2000, la courbe est ainsi restée constante à 10 % près, donnant ainsi l'image d'un tunnel horizontal (voir graphique ci-contre). Cette régularité est d’autant plus remarquable qu’elle est observée malgré de grandes fluctuations de l’environnement du marché immobilier : conditions de financement (taux d’intérêt, durée des prêts immobiliers, etc.), inflation, croissance démographique, construction de logements, pays etc.
On observe une régularité analogue aux États-Unis et au Royaume-Uni et l'Espagne et l'Irlande ont aussi connu des phases de décalage important entre l'indice des prix et le revenu disponible moyen des ménages.
Depuis 2002, la courbe de Friggit est sortie de son tunnel avec la bulle immobilière des années 2000,,. Au-delà de la simple observation de cette régularité et de ses limites, Jacques Friggit a publié de nombreux travaux sur l'évolution des prix immobiliers et sur les conclusions prospectives que l’on peut en tirer.
Jacques Friggit publie une mise à jour mensuelle de la courbe, ainsi que d'autres graphiques relatifs à l’évolution des prix immobiliers à long terme. 

## Crédit d'auteurs
- Cet article est partiellement ou en totalité issu de l'article intitulé « Tunnel de Friggit » (voir la liste des auteurs).